# Concursul Muzical Eurovision 1986
Eurovision 1986 a fost a treizeci și una ediție a concursului muzical Eurovision. A câștigat interpreta belgiană Sandra Kim. 